# 昆明鯰
昆明鲇（学名：Silurus mento）为鲇科鲇属的鱼类，是中国的特有物种，為亞熱帶淡水魚，被IUCN列為極危保育類動物，分布于云南滇池等，體長可達38公分，棲息在水草生長豐富的湖泊，屬夜行性，生活習性不明。该物种的模式产地在云南府。